# Mappila

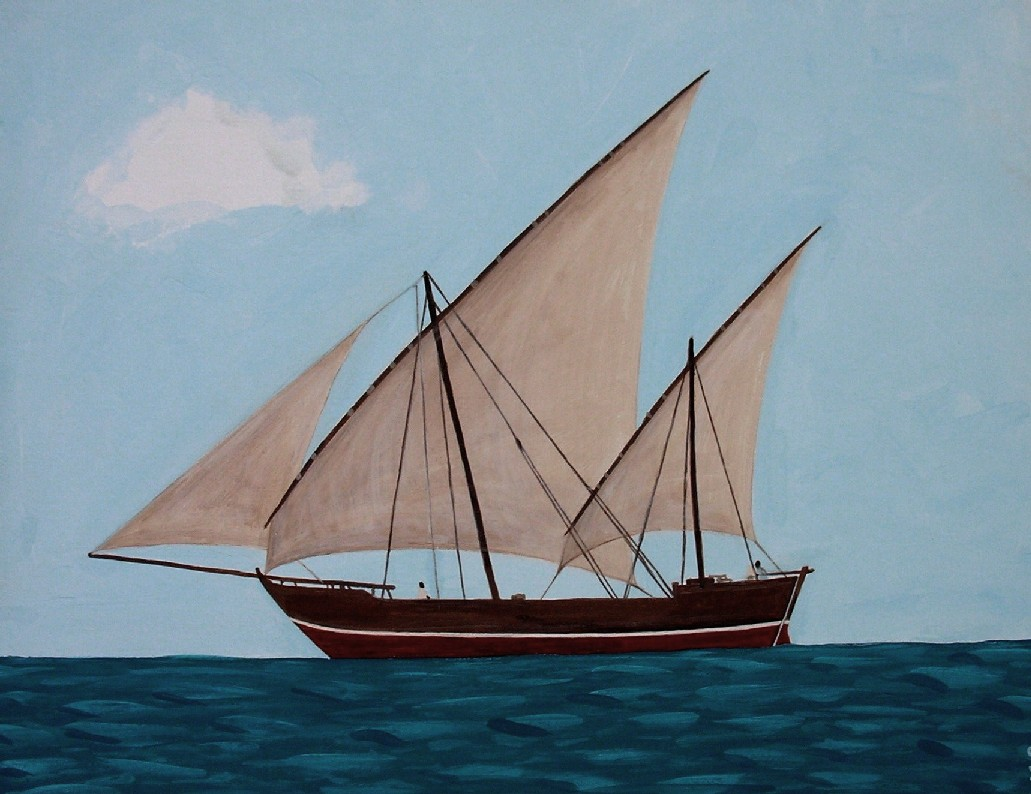
Un dau àrab. L'origen del grup ètnic mappila rau en la necessitat dels àrabs de construir llurs vaixells al lloc més proper on creixien arbres prou grans.

Els mappila, malaiàlam: മാപ്പിള māppiḷa són el grup més important dels musulmans de Kerala. Històricament eren coneguts com a moplah en els documents en anglès del Raj Britànic, però aquest terme és actualment obsolet.
Viuen principalment a la costa Malabar i són descendents de les unions entre els antics comerciants àrabs i dones locals durant la construcció de vaixells. Tradicionalment els àrabs havien bastit llurs grans daus o vaixells de comerç a llocs com Beypore, a la costa Malabar, a causa de l'ausència d'arbres grans a llurs països. El probable origen del nom "mappila" rau en l'antic tàmil/malaiàlam Pil·lai ("gendre" o "nuvi de la filla") en referència als matrimonis entre els visitants àrabs i les xiquetes nadiues.
Al districte de Malabar durant el domini britànic (1792-1947), formaven vers el 30% de la població total i el 95% dels musulmans del país. Actualment la concentració més gran de mappiles es troba al districte de Malapuram.
Entre les personalitats mappiles més importants cal destacar Arakkal Beevi (Sulthana Aysha Aliraja), K.M. Moulavi, Vakkom Abdul Khadir Moulavi i els actors Mammootty i "Arya" Jamshad Cethirakath.

## Història
El Tahafat-ul-Mujahidin, escrit al segle xvi ratifica la tradició de la conversió a l'islam de Cheraman Perumal i la seva marxa a la Meca (el 825) arribant a la costa àrab a Shihr o Shahr i després a Safhai on s'hauria establert vers 827 i hauria mort vers 831. Va donar credencials a diversos musulmans pels caps malabaris i amb aquestos documents Malik Ibn Dinai va anar a la costa Malabar i fou rebut cordialment pels caps als quals anaven dirigides les cartes. Es van començar a erigir mesquites i l'orde de les primeres es dona de la següent manera:
- Kodungal·lur (Cranganore), darrera capital de Perumal
- Kollam (Quilon) a Travancore
- Mount Dilli (probablement Payangadi), capital dels Kolattiris
- Barkur i Mangalore (després districte de South Kanara), les dues al mateix temps
- Jaifattan (localitat esmentada per Ibn Battuta al segle xiii que podria ser Surrukundapuram
- Darmapatam prop de Tellicherry
- Pantharini, al nord de Kollam, prop de la moderna Quilandy
- Chaliam, prop de Beypur al sud-oest, la novena i darrera

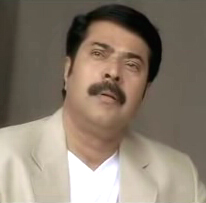
Mammootty, actualment l'actor cinematogràfic més important de Kerala, és un Mappila.

Alguns membres de certes castes hindús es van convertir per escapar de l'opressió de les castes més altes. Com a comunitat diferenciada amb el seu nom, apareixen esmentats a partir del segle xvi amb l'arribada dels europeus. Les pacífiques relacions entre musulmans i hindús es van alterar i va sorgir la rivalitat. La regressió econòmica en fou la conseqüència immediata. Els portuguesos consideraven als musulmans enemics, però la política hostil va seguir després sota holandesos (1656) i britànics (1663). Als segles xvi i xvii el Zamorin encoratjava les conversions perquè només els musulmans volien manejar els seus vaixells de guerra, però el poder el tenien els estrangers i un grup petit d'hindús mentre els moppiles estaven destinats a ser una comunitat de petits comerciants i obres no qualificats. Els francesos es van incorporar al comerç i la política de la zona des del 1725. L'hegemonia europea es va acabar el 1755 amb la conquesta del Malabar pel sobirans de Mysore, sota els seus reis musulmans Haydar Ali (fins al 1782) i Tipu Sultan (1782-1799). En el seu temps els moppiles van tornar a l'administració, van poder adquirir propietats, i en general es van situar en una posició avantatjosa. La comunitat va créixer bruscament perquè es van convertir els sense casta o els de castes inferiors. El domini de Mysore no obstant va accentuar la rivalitat entre musulmans i hindús iniciada amb els portuguesos el 1498.
El 1792 els britànics van agafar el poder a Malabar i el van conservar fins al 1947. Els moppiles van tornar a ser relegats i els britànics van donar suport als hindús mentre els moppiles eren sospitosos. Això va portar a la primera rebel·lió dels moppiles el 1821. En els cent anys següents fins al 1921, esclataran 50 rebel·lions més (o sigui en total 51 revoltes); les causes era el malestar del camperols, la pobresa, el zel religiós, el ressentiment contra els dominants; sovint la violència era molt intensa; només una part de la població participava en les revoltes, però no deixava de ser un símptoma; els participants adoptaven la gihad i exercien extrema violència contra els opressors, propietaris hindús (jenmis) o administradors britànics, sense por al martiri.
La revolta del 1921 al Malabar s'anomena generalment Revolta Mappila, i fou un aixecament espontani anti-britànic i anti-opressiu (i molt menys un moviment religiós inicialment) que va implicar la creació d'un Moplastan provisional a Ernad al sud de Malabar. Es considera que aquesta revolta va estar inclosa dins del moviment khilafat que volia restaurar el califat a Turquia, causa que havia unit a musulmans i hindús en la idea de llibertat per l'Índia. Inicialment es va respectar la no-violència demanada per Mohandas Gandhi, però quan el moviment va esclatar fou incontrolable. Els hindús no van donar suport al moviment i els mappiles van quedar sols i van desfermar la seva còlera contra els hindús i sobretot contra els propietaris de terres; van obligar a conversions (màxim 2500) i això va contribuir a trencar l'entesa entre musulmans i hindús a la resta de l'Índia. Després de sis mesos de combats i milers de morts els mappiles foren reprimits; 252 caps foren executats, 502 condemnats a penes de presó de per vida, i milers empresonats temporalment o deportats a les illes Andaman; les multes també foren molt fortes. Es va organitzar la Malabar Special Police per controlar als mappiles. La revisió dels fets històrics va permetre considerar la lluita un moviment anticolonial i el govern comunista de Kerala va concedir el 1971 als sobrevivents el títol de tyagi (combatent de la llibertat).
Després de 1921 els mappiles es van separar del partit del Congrés i es van afiliar a la Lliga Musulmana dirigits per K. M. Seethi Sahib (+ 1960). El 1947 els mappiles van proposar sense èxit un estat de majoria musulmana a part del Malabar, anomenat Moplastan. El 1956 es va estructurar l'estat de Kerala sobre la base lingüística i separat de l'estat de Madras, i van guanyar en influència. La Lliga Musulmana mai va passar de 14 escons al parlament regional però els van saber manejar prou bé per poder formar part de diversos governs. El 1969 la vella aspiració mappila es va fer realitat de mans del govern comunista, quan es va crear un districte de majoria musulmana, el districte de Malappuram, amb el 64% de musulmans (era el cinquè districte de majoria musulmana de l'Índia) tot i les protestes del partits hindús de dretes. El 1975 la Lliga Musulmana es va escindir en dos partits i a les eleccions del 1983 els escons foren repartits: La Lliga Musulmana de la Unió Índia en va aconseguir 14 i la Lliga Musulmana de tota Índia en va aconseguir 4, representant el 12,8% dels escons del parlament.